# Carta MacDonald
La Carta MacDonald de 1931, también conocida como la Carta Negra, fue una carta de Ramsay MacDonald, jefe del Partido Laborista británico, a Jaim Weizmann, prominente líder sionista, en respuesta al Libro Blanco de Passfield. El Libro Blanco limitaba la inmigración judía a Palestina y la compra judía de tierras árabes. Las organizaciones sionistas de todo el mundo pusieron en marcha una vigorosa campaña contra el documento, que culminó con la «clarificación» de MacDonald del Libro Blanco, reafirmando el apoyo británico a la continuación de la inmigración judía y la compra de tierras en Palestina. Se consideró una retirada del Libro Blanco de Passfield, a pesar de que el Primer Ministro dijo en el Parlamento británico el 11 de febrero de 1931 que estaba «muy reacio a dar a la carta el mismo estatus que el documento dominante», es decir, el Libro Blanco de Passfield. La propia carta reivindicaba también la importancia de justicia para los «sectores no judíos de la comunidad».
Los árabes repudiaron a la carta como la «Carta Negra», principalmente indignados porque la inmigración judía continuó con números cada vez mayores, la compra de tierras por los judíos continuó sin restricciones y las medidas tomadas para proteger a los arrendatarios árabes de ser retirados de sus tierras fueron ineficaces. Al confirmar que la política del Mandato de Palestina era seguir apoyando la inmigración judía, la carta en efecto anuló las implicaciones del Libro Blanco, y facilitó el aumento de la inmigración judía durante el crecimiento del antisemitismo en Europa en los años treinta.